# 子守唄の里高屋駅
子守唄の里高屋駅（こもりうたのさとたかやえき）は、岡山県井原市にある、井原鉄道井原線の駅。

## 歴史
高屋に初めて鉄道が開通したのは1922年のことで、神辺駅を起点とする両備軽便鉄道高屋線の終点として高屋駅が設置された。1925年には井原駅から井笠鉄道高屋線が当駅まで開通し、2社線の終点となる。
その後、複数回の事業者の変遷を経て井笠鉄道神辺線の途中駅となるが、神辺線は1967年に廃止。同線の経路をほぼ踏襲する形で井原鉄道井原線が開通したのは、それから30年以上が経った1999年のことであり、子守唄の里高屋駅もこの時開業している。
- 1922年（大正11年）4月9日 - 両備軽便鉄道（後に両備鉄道）高屋線の終点として、高屋駅が開業[2][3]。
- 1925年（大正14年）2月7日：井笠鉄道高屋線が開通し、当駅で接続[4][5]。
- 1933年（昭和8年）9月1日：路線譲渡に伴い、神高鉄道の駅となる[6][7]。
- 1940年（昭和15年）1月1日：会社合併に伴い、井笠鉄道神辺線の駅となる[8][9][10]。
- 1967年（昭和42年）4月1日：神辺線の廃線に伴い、高屋駅が廃駅となる[11][12]。
- 1999年（平成11年）1月11日：井原鉄道井原線の開通に伴い、旧・高屋駅とほぼ同地点に子守唄の里高屋駅が開設[13][1]。

## 駅構造

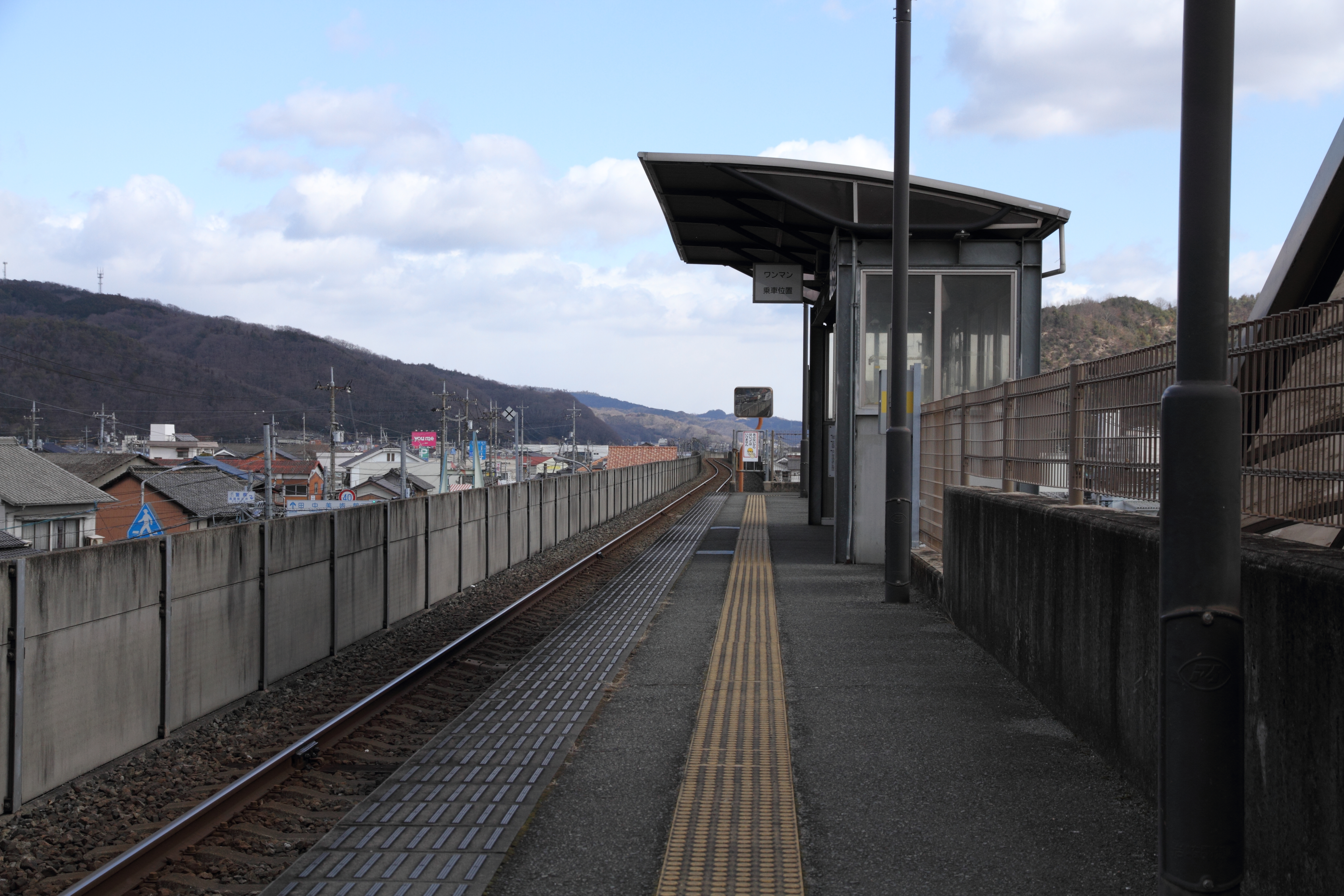
構内（2022年2月）

神辺方面に向かって左側に単式ホームが1面1線を有する高架駅（停留所）で、高架下には公衆トイレと駅前広場がある。直接ホームに上がる形の無人駅である。
かつては駅東側のタクシー会社（日の丸タクシー）で乗車券を販売していた。なお、駅名標には子守唄をイメージしたイラストが描かれている。
井笠鉄道神辺線の高屋駅は3面5線の地上駅で、線内の駅で唯一列車交換が可能であった。神辺方に向いた頭端式ホーム2面2線と、間に機回し線を配した2面3線（内1面は頭端式の1面と連続）を組み合わせた大規模な構内配線を備えていた。

## 利用状況
| 1日乗降人員推移 | 1日乗降人員推移 |
| 年度            | 1日平均人数     |
| --------------- | --------------- |
| 2018年          | 192             |

## 駅周辺
- 中国地方の子守唄記念碑
- 華鴒大塚美術館
- ゆめタウン井原店
- エディオン井原店
- 高屋郵便局
- 大江簡易郵便局
- 中国銀行元高屋支店
- 国道313号
- 国道486号
- 岡山県道・広島県道3号井原福山港線
- 広島県道・岡山県道103号七曲井原線

## 隣の駅
井原鉄道
■井原線
いずえ駅 - 子守唄の里高屋駅 - 御領駅

### かつて存在した路線
井笠鉄道
神辺線
下出部駅 - 高屋駅 - 両備金光駅